# T-Board
T-Board — скейтборд с двумя колёсами, выпущенный компанией Tierney Rides. В отличие от классического скейтборда, оснащённого четырьмя колёсами, T-Board чувствителен к наклонам тела и, по заявлению производителя, воспроизводит на твёрдой поверхности поведение классического сноуборда. Благодаря этому ему дали рекламный слоган «Сноуборд на асфальте».
Особенностью конструкции T-Board является возможность наклона до 60 градусов, что значительно превышает стандартный угол наклона классического скейтборда (около 25 градусов). Это позволяет имитировать поведение сноуборда или сёрфа, обеспечивая плавные и резкие повороты, характерные для этих видов спорта.
T-Board пользуется популярностью среди сёрферов и сноубордистов, которые используют его для поддержания формы в межсезонье или при неблагоприятных погодных условиях. Сёрферы ценят возможность выполнять большие повороты и короткие резкие карвинги, а сноубордисты отмечают сходство ощущений с катанием по порошковому снегу.
Существуют 2 модификации T-Board: Snowboard Geometry Deck (41 х 9 5/8 дюйма) и Skateboard Geometry Deck (38 х 9 дюймов). Также в продажу поступила модель длиной 33 дюйма(83,82 см).